# 格雷格·刘易斯
格雷格·刘易斯（英語：Greg Lewis，1946年12月9日—），澳大利亚男子田径运动员。他曾代表澳大利亚参加1970年和1974年英联邦运动会田径比赛，获得一枚金牌。他也曾参加1968年夏季奥林匹克运动会。